# Колючие бандикуты
Колю́чие бандику́ты (лат. Echymipera) — род млекопитающих семейства Бандикутовые.

## Виды и распространение
В составе рода выделяются пять видов:
- Колючий бандикут (Echymipera clara). Обитает в равнинных и низкогорных тропических влажных лесах северо-центральной части острова Новая Гвинея (Индонезия и Папуа — Новая Гвинея), а также на острове Япен[1].
- Бандикут Давида (Echymipera davidi)[2]. Является эндемиком острова Киривина в составе архипелага Тробриан в Папуа — Новой Гвинее[3].
- Плоскоиглый бандикут (Echymipera kalubu). Широко распространён на территории всего острова Новая Гвинея (Индонезия и Папуа — Новая Гвинея), а также на соседних архипелагах (Бисмарка, Молуккских островах, Япен). Обитает в равнинных и низкогорных тропических лесах, а также кофейных плантациях[4].
- Толстоголовый бандикут (Echymipera rufescens), или рыжеватый бандикут[2]. Широко распространён на территории всего острова Новая Гвинея (Индонезия и Папуа — Новая Гвинея), а также на соседних архипелагах, полуострове Кейп-Йорк (Австралия). Австралийская популяция вида длительное время была известна по единственному экземпляру, найденному в 1932 году. Впоследствии представители вида были найдены в изобилии и в других районах Кейп-Йорка[5]. Обитает в равнинных тропических лесах[6].
- Остроиглый бандикут (Echymipera echinista)[2]. Вид известен по двум экземплярам, найденным в районе рек Флай и Стрикленд в Папуа — Новой Гвинее[7].

## Внешний вид
Размеры варьируют от средних до крупных. Длина тела составляет 200—500 мм, хвоста — 50-125 мм (зачастую животные лишены хвоста). У толстоголового бандикута вес составляет 500—2000 г, у плоскоиглого бандикута — 450—1500 г, у колючего бандикута — 825—1725 г.
Морда длинная, заострённая. Уши короткие. Сильно развитые задние конечности. Подошвы лап голые. Спина тёмно-красно-бурого цвета, с грубыми щетиновидными волосами; брюхо — жёлто-бурого или беловато-жёлтого цвета.

## Образ жизни
Ведут наземный образ жизни. Гнёзда устраивают или на земле, или в норах. Активность приходится на ночь. Всеядны.

## Размножение
Размножаются круглый год. Длительность беременности составляет в среднем 120 дней. В потомстве обычно от одного до трёх детёнышей.